# 襄沁県
襄沁県（じょうしん-けん）は中華人民共和国山西省にかつて存在した県。
1958年、襄垣県及び沁県が統合され誕生した。同年に廃止され、沁県と改編された。